# Röthelstein
Röthelstein là một đô thị thuộc huyện Graz-Umgebung bang Steiermark, nước Áo. Đô thị Röthelstein có diện tích 7,01 km², dân số thời điểm cuối năm 2005 là 235 người.